# Bahía Callville
La Bahía Callville (en inglés: Callville Bay) es un cuerpo de agua en el lado noroeste del lago Mead en el estado de Nevada al oeste de Estados Unidos. Cuenta con un complejo deportivo y un camping. Situado al este de Las Vegas y aguas arriba de la Bahía Las Vegas, que se encuentra dentro del Área de Recreación Nacional del Lago Mead, que fue establecida en 1935. Su nombre deriva de la colonia de Callville que fue establecida en 1865 por Anson Call en virtud de una expedición dirigida por Brigham Young. Aunque el asentamiento fue abandonado en 1869, y quedó sumergidos bajo el lago Mead cuando el río Colorado fue represado, la bahía Callville mantuvo el nombre.